# Élections législatives niuéennes de 2008
Des élections législatives se tiennent à Niué le 7 juin 2008,, bien qu'elles aient initialement été prévues pour avril. Il s'agit d'élire les vingt membres du Parlement national. Quatorze députés sont élus en tant que représentants des villages, et six sont élus hors circonscription.
Il y a dix-huit candidats pour les six sièges hors circonscription,
Depuis 2003, il n'y a pas de parti politique à Niue, et les candidats sont donc inscrits à titre indépendant.

## Résultats

### Assemblée nationale
L'inscription des candidats est close le 22 mai. Dans neuf des quatorze circonscriptions, dont celui où se représente le premier ministre Young Vivian, il n'y a qu'un seul candidat, qui est donc élu d'office le 7 juin. Pour sa part, Hima Takelesi, ancien haut-commissaire de Niue en Nouvelle-Zélande, est battu dans sa circonscription par Togia Sioneholo.
Des six députés hors-circonscription sortants, trois sont réélus.
Parmi les nouveaux députés se trouvent deux femmes, Mahetoi Hekau et Esther Pavihi.

#### Résultats détaillés
Scrutin national
| Candidat               | Voix | %   | Résultat      | Remarques |
| ---------------------- | ---- | --- | ------------- | --------- |
| Toke Talagi            | 493  |     | réélu         |           |
| Terry Coe              | 464  |     | réélu         |           |
| Togia Sioneholo        | 355  |     | élu           |           |
| Esther Pavihi          | 337  |     | élue          |           |
| Maihetoe Hekau         | 332  |     | élue          |           |
| O'love Jacobsen        | 327  |     | réélue        |           |
| Himalea Takelesi       | 317  |     |               |           |
| Joan Viliamu           | 303  |     |               |           |
| Krypton Okesene (en)   | 258  |     | sortant battu |           |
| Sifaole Ioane          | 250  |     |               |           |
| Taumafai Fuhiniu       | 194  |     |               |           |
| Stan Kalauni           | 185  |     |               |           |
| Michael Jackson        | 184  |     | sortant battu |           |
| Robert Rex Junior      | 145  |     |               |           |
| Harkai Pihigia         | 140  |     |               |           |
| Eneletama Kaiuha       | 116  |     |               |           |
| Taso Tukuniu           | 114  |     |               |           |
| Togiavalu Pihigia      | 140  |     |               |           |
|                        |      |     |               |           |
| Total des voix         |      | 100 | -             |           |
|                        |      |     |               |           |
| Suffrages exprimés     |      |     |               |           |
| Votes blancs et nuls   |      |     |               |           |
| Total des votants      |      | 100 |               |           |
| Abstention             |      |     |               |           |
| Inscrits/Participation |      |     |               |           |

Par circonscription
| Circonscription      | Candidat              | Votes | %                            | Résultat                    |  |  |
| -------------------- | --------------------- | ----- | ---------------------------- | --------------------------- |  |  |
|                      |                       |       |                              |                             |  |  |
| Alofi-nord           |                       |       |                              |                             |  |  |
| Va‘ainga Tukuitonga  | -                     |       | reconduite (sans adversaire) |                             |  |  |
| Votes blancs ou nuls | -                     |       |                              |                             |  |  |
| Total                |                       |       |                              |                             |  |  |
|                      |                       |       |                              |                             |  |  |
| Alofi-sud            |                       |       |                              |                             |  |  |
| Dalton Tagelagi      | 60                    |       | élu                          |                             |  |  |
| Organ Viliko         | 48                    |       | sortant battu                |                             |  |  |
| Charlie Tongahai     | 41                    |       |                              |                             |  |  |
| Puleikitama Tasmania | 26                    |       |                              |                             |  |  |
| Votes blancs ou nuls | 5                     |       |                              |                             |  |  |
| Total                |                       | 100   |                              |                             |  |  |
|                      |                       |       |                              |                             |  |  |
| Avatele              | Billy Talagi          | -     |                              | reconduit (sans adversaire) |  |  |
| Avatele              | Votes blancs ou nuls  |       | –                            |                             |  |  |
| Avatele              | Total                 |       |                              |                             |  |  |
| Avatele              |                       |       |                              |                             |  |  |
| Hakupu               | Young Vivian          | -     |                              | reconduit (sans adversaire) |  |  |
| Hakupu               | autre(s) candidat(s)  |       |                              |                             |  |  |
| Hakupu               | Votes blancs ou nuls  |       |                              |                             |  |  |
| Hakupu               | Total                 |       |                              |                             |  |  |
|                      |                       |       |                              |                             |  |  |
| Hikutavake           | Opili Talafasi        | 15    |                              | réélu                       |  |  |
| Hikutavake           | Pamela Togiakona      | 14    |                              |                             |  |  |
| Hikutavake           | Votes blancs ou nuls  | 0     | –                            |                             |  |  |
| Hikutavake           | Total                 |       |                              |                             |  |  |
|                      |                       |       |                              |                             |  |  |
| Lakepa               | Halene Magatogia      | -     |                              | élu (sans adversaire)       |  |  |
| Lakepa               | Votes blancs ou nuls  |       | –                            |                             |  |  |
| Lakepa               | Total                 |       | 100                          |                             |  |  |
| Lakepa               |                       |       |                              |                             |  |  |
| Liku                 | Pokotoa Sipeli        | -     |                              | reconduit (sans adversaire) |  |  |
| Liku                 | Votes blancs ou nuls  |       | –                            |                             |  |  |
| Liku                 | Total                 |       |                              |                             |  |  |
| Liku                 |                       |       |                              |                             |  |  |
| Makefu               | Tofua Puletama        | 24    |                              | réélu                       |  |  |
| Makefu               | Vivaliatama Talagi    | 16    |                              |                             |  |  |
| Makefu               | Votes blancs ou nuls  | 0     | –                            |                             |  |  |
| Makefu               | Total                 |       |                              |                             |  |  |
|                      |                       |       |                              |                             |  |  |
| Mutalau              | Bill Vakaafi Motufoou | -     |                              | reconduit (sans adversaire) |  |  |
| Mutalau              | Votes blancs ou nuls  |       |                              |                             |  |  |
| Mutalau              | Total                 |       |                              |                             |  |  |
| Mutalau              |                       |       |                              |                             |  |  |
| Namukulu             | Jack Lipitoa          | -     |                              | reconduit (sans adversaire) |  |  |
| Namukulu             | Votes blancs ou nuls  |       |                              |                             |  |  |
| Namukulu             | Total                 |       |                              |                             |  |  |
| Namukulu             |                       |       |                              |                             |  |  |
| Tamakautoga          | Peter Funaki          | 52    |                              | réélu                       |  |  |
| Tamakautoga          | Ricky Makani          | 30    |                              |                             |  |  |
| Tamakautoga          | Votes blancs ou nuls  | 1     |                              |                             |  |  |
| Tamakautoga          | Total                 |       | 100                          |                             |  |  |
|                      |                       |       |                              |                             |  |  |
| Toi                  | Dion Taufitu          | 10    |                              | élu                         |  |  |
| Toi                  | Mokaelalini Vaha      | 6     |                              |                             |  |  |
| Toi                  | Votes blancs ou nuls  | 0     |                              |                             |  |  |
| Toi                  | Total                 |       | 100                          |                             |  |  |
|                      |                       |       |                              |                             |  |  |
| Tuapa                | Fisa Pihigia          | -     |                              | reconduit (sans adversaire) |  |  |
| Tuapa                | Votes blancs ou nuls  |       |                              |                             |  |  |
| Tuapa                | Total                 |       |                              |                             |  |  |
| Tuapa                |                       |       |                              |                             |  |  |
| Vaiea                | Talaititama Talaiti   | -     |                              | reconduit (sans adversaire) |  |  |
| Vaiea                | Votes blancs ou nuls  |       |                              |                             |  |  |
| Vaiea                | Total                 |       | -                            |                             |  |  |

### Premier ministre
Les députés doivent ensuite élire un Premier ministre. Toke Talagi, Fisa Pihigia et le sortant Young Vivian annoncent qu'ils seront peut-être candidats à ce poste,.
Finalement, l'élection oppose Talagi à Vivian. Les députés élisent Talagi avec quatorze voix contre cinq pour Vivian, et une abstention.